# Общини в Азербайджан
Общината (на азербайджански: bələdiyyə) е най-малката административна единица в Азербайджан, която обхваща отделно селище.
Към 2013 година в страната има 2698 общини. Общините се разделят на 3 групи – градове, селища от градски тип и села. За разлика от останалите общини 12 от градовете не са подчинени на конкретен район, а са на централно подчинение.